# الحویلات
الحویلات یک منطقهٔ مسکونی در امارات متحده عربی است که در امارت رأس‌الخیمه واقع شده‌است. الحویلات ۳۷۴ متر بالاتر از سطح دریا واقع شده‌است.